# 莊毓傑
莊毓傑（1577年—1611年），字赞甫，號立寰，福建泉州府惠安县霞曾里人，竈籍，明朝政治人物。

## 生平
從紫溪先生蘇濬學。万历二十五年（1597年）丁酉科福建乡试举人，三十一年丁父憂，三十五年（1607年）丁未科進士，工部觀政，給假歸省，三十六年授户部主事，管南石渠草场，管四門倉、白粮倉，三十九年卒。

## 家族
曾祖莊璋，贈承德郎尚宝司司丞。祖父莊應鴻，王府典膳。从祖莊應禎，廣東右布政使。父莊以瑞，母洪氏。慈侍下。兄伟、毓儒。弟莊毓慶（南京户部主事）、毓僎。無子，以仲兄子莊鼐嗣。